# Félix de Pachtère
Félix de Pachtère, né le 20 avril 1881 dans le 4e arrondissement de Paris et mort pour la France à Výrbeni dans le nord de la Grèce le 24 septembre 1916, est un archéologue et professeur d'histoire français du XXe siècle. Son nom est inscrit au Panthéon parmi les 560 écrivains morts au combat pendant la Première Guerre mondiale.

## Biographie
Félix Georges de Pachtère, né le 20 avril 1881 au no 51 de la rue Saint-Louis à Paris, est le fils de Charles Alexandre de Pachtère (1852-1910), employé à la librairie Delagrave et de Marie Eugénie Vincenot (1855-1918).  
D'abord scolarisé à l'école primaire de la rue de Pontoise, il entre en sixième au collège Sainte-Barbe,. Après le baccalauréat, il poursuit ses études au lycée Henri-IV et réussit le concours d'entrée à l'École normale supérieure, section lettres, en 1902,,.  
Après son admission, il doit faire son service militaire au 102e régiment d'infanterie à partir de novembre 1902. Il le termine avec le grade de caporal à septembre 1903.  Passé dans la réserve, il est nommé sergent en 1904.  
Il reprend ses études à l'École normale supérieure en 1903. Passionné par l'histoire, il s'intéresse à la période de l'antiquité romaine avec son professeur Camille Jullian et présente un mémoire de fin d'études sur Paris à l'époque gallo-romaine qui donnera lieu à une publication récompensée plusieurs fois par l'Institut de France. Il suit également les cours de l'École pratique des hautes études dont il est diplômé en 1907. La même année, il réussit l'agrégation d'histoire et géographie et part aux côtés de Claude Cochin et Robert Laurent-Vibert pour l'École française de Rome où il reste de 1907 à 1910,.  
Nommé professeur au lycée d'Oran, il épouse Marie Amélie Auzimour (1890-1961) le 25 juin 1910 à Misserghin. Il est ensuite professeur au lycée d'Alger. Décidé à devenir professeur dans l'enseignement supérieur, il demande un congés en 1914 et rentre à Paris pour préparer une thèse de doctorat à l'École normale supérieure, où il est professeur-répétiteur quand la Première Guerre mondiale éclate.  
À la mobilisation, il est affecté comme sergent au 132e régiment d'infanterie à Reims. Il rejoint les tranchées du front le 29 août puis  participe à la bataille de la Marne. Malade et épuisé, il est envoyé à l'arrière à la caserne Miribel à Verdun pour se reposer avant de rejoindre son régiment dans les tranchées de la zone des Éparges. De nouveau hospitalisé en décembre 1914, il obtient après sa convalescence son transfert en Afrique pour se rapprocher de sa famille. En mars 1915, il est affecté au 1er régiment de zouaves et nommé sous-lieutenant au 3e régiment de zouaves en mai 1915. Le 12 octobre 1915, son bataillon est envoyé en renfort au 2e régiment de marche d'Afrique qui rejoint le front d'Orient à Salonique.
Au début de septembre 1916, pendant la bataille de Monastir, son régiment participe à la prise de Florina. Le 24 septembre 1916, il attaque le village de Verbeni occupé par l'armée bulgare. C'est pendant ces combats que Félix de Pachtère est tué,.
Il est cité à l'ordre de l'armée en 1917 : « sous-lieutenant commandant la 11e compagnie du 2e rég. de marche d'Afrique : glorieusement tombé pour la France en entraînant sa troupe à l'assaut d'une position bulgare formidablement défendue par les feux d'artillerie ».
Son ami l'historien Jérôme Carcopino a écrit qu'il « repose dans un ravin couronné de chênes et de peupliers, à une centaine de mètres du petit village de Rosna »,.

## Œuvres principales
- Musée de Guelma, 1909
- Paris à l'époque gallo-romaine, 1912
- La table hypothécaire de Veleia, 1920

## Distinctions
- Chevalier de la Légion d'honneur, à titre posthume, décret du 20 août 1919[23]
- 1906 : Académie des sciences morales et politiques - Prix Jean-Jacques-Berger pour son mémoire manuscrit accompagné de photographies intitulé Étude sur Paris à l'époque gallo-romaine
- 1913 : Académie des inscriptions et belles-lettres - Prix Jean-Jacques-Berger pour Paris à l'époque gallo-romaine [24]
- 1917 : Académie française - Prix Jean-Jacques-Berger pour Paris à l'époque gallo-romaine[25]

## Hommages
- Le nom de Félix de Pachtère est inscrit au Panthéon dans la liste des 560 écrivains morts pour la France[26].
- Son nom figure sur les plaques commémoratives 1914-1918 de l'École Normale Supérieure, de la Sorbonne à Paris, de l'Église Saint-Louis des Français à Rome, et sur le monument aux morts du Lycée Lamorcière (aujourd'hui Lycée Pasteur) à Oran[27].